# Gavran (mitologija)
Gavran (Raven), kulturni heroj Indijanaca Sjeverozapadne obale (Ahtena, Haida, Quileute, Koyukon) te arktičkih naroda Eskima, Yupika i Aleuta. On je cijenjeni i dobronamjerni bog transformer koji pomaže ljudima i oblikuje njihov svijet za njih, ali u isto vrijeme, on je i prevarant i mnoge priče o Gavranu imaju veze s njegovim neozbiljnim ili loše promišljenim ponašanjem koje ga dovodi u nevolje.
Domorodački narodi nazivaju ga Saghani Ggaay (Ahtena), Dotson'sa (Koyukon); Qanglaagix (Aleuti), Tulukaruq (Yupik Eskimi).